# Idaea rhodogrammaria
Idaea rhodogrammaria là một loài bướm đêm trong họ Geometridae.